# 1. FC Brno 2002/2003
Tento článek se podrobně zabývá soupiskou a statistikami týmu 1. FC Brno v sezoně 2002/2003.

## Důležité momenty sezony
- 9. místo v konečné ligové tabulce
- Osmifinále národního poháru
- 1. kolo poháru Intertoto

## Statistiky hráčů
- zahrnující ligu, evropské poháry a závěrečné boje národního poháru (osmifinále a výše)

| Pozice | Jméno            | Zápasy | Národnost |           |
| B      | Tomáš Belic      | 15     | Slovensko |           |
| B      | Peter Brezovan   | 12     | Slovensko |           |
| B      | Luboš Přibyl     | 8      | Česko     |           |
| Pozice | Jméno            | Zápasy | Góly      | Národnost |
| Z      | Tomáš Abrahám    | 31     | 2         | Česko     |
| Z      | Michal Belej     | 1      | 0         | Česko     |
| U      | Marcel Cupák     | 3      | 0         | Česko     |
| U      | Libor Došek      | 28     | 10        | Česko     |
| Z      | Roman Drga       | 25     | 0         | Česko     |
| O      | Lukáš Jiříkovský | 2      | 0         | Česko     |
| O      | Martin Kotůlek   | 31     | 0         | Česko     |
| Z      | Miloš Krško      | 17     | 0         | Slovensko |
| O      | Patrik Křap      | 10     | 0         | Česko     |
| O      | Petr Křivánek    | 23     | 0         | Česko     |
| Z      | Pavel Mezlík     | 7      | 0         | Česko     |
| U      | Petr Musil       | 31     | 3         | Česko     |
| Z      | Tomáš Návrat     | 16     | 1         | Česko     |
| U      | Milan Pacanda    | 26     | 8         | Česko     |
| Z      | Jan Polák        | 3      | 0         | Česko     |
| O      | Aleš Schuster    | 30     | 0         | Česko     |
| U      | Pavel Simr       | 2      | 0         | Česko     |
| Z      | Milan Svoboda    | 24     | 1         | Česko     |
| U      | Pavel Šustr      | 27     | 6         | Česko     |
| Z      | Zdeněk Valnoha   | 9      | 1         | Česko     |
| O      | Pavel Vojtíšek   | 10     | 0         | Česko     |
| O      | Marek Zúbek      | 26     | 1         | Česko     |
| Z      | Martin Živný     | 28     | 3         | Česko     |

- hráči A-týmu bez jediného startu: Michal Belej, Milan Macík, Tomáš Máša, Miroslav Poredský, Petr Schwarz
- trenéři: Karel Večeřa
- asistenti: Bohumil Smrček, Rostislav Horáček, Petr Maléř

## Zápasy

### 1. Liga
- 1. a 16. kolo – FC Marila Příbram – 1. FC Brno 0:0, 1:1
- 2. a 17. kolo – 1. FC Brno – FC Slovan Liberec 0:1, 0:1
- 3. a 18. kolo – FC Bohemians Praha – 1. FC Brno 2:3, 1:1
- 4. a 19. kolo – SK Sigma Olomouc – 1. FC Brno 1:2, 0:0
- 5. a 20. kolo – FC Stavo Artikel Brno – AC Sparta Praha 1:2, 0:1
- 6. a 21. kolo – 1. FC Synot Staré Město – 1. FC Brno 3:2, 1:4
- 7. a 22. kolo – FC Stavo Artikel Brno – FK Teplice 1:2, 1:1
- 8. a 23. kolo – 1. FC Brno – FK Chmel Blšany 1:0, 1:0
- 9. a 24. kolo – FC Baník Ostrava – 1. FC Brno 2:1, 0:1
- 10. a 25. kolo – 1. FC Brno – SK Hradec Králové 0:0, 0:0
- 11. a 26. kolo – SK Slavia Praha – 1. FC Brno 2:0, 0:0
- 12. a 27. kolo – 1. FC Brno – FK Viktoria Žižkov 4:1, 1:1
- 13. a 28. kolo – FC Tescoma Zlín – 1. FC Brno 2:1, 0:5
- 14. a 29. kolo – 1. FC Brno – FK Jablonec 97 1:0, 1:4
- 15. a 30. kolo – 1. FC Brno – SK České Budějovice 0:0, 1:2

### Národní pohár
- 2. kolo – FC Dosta Bystrc-Kníničky – 1. FC Brno 0:4
- 3. kolo – FK Kunovice – 1. FC Brno 0:2
- Osmifinále – FK Jablonec 97 – FC Stavo Artikel Brno 2:1

### Pohár Intertoto
- 1. kolo – 1. FC Brno FC Ironi Ashdod 0:5, 1:1

## Klubová nej sezony
- Nejlepší střelec – Libor Došek, 10 branek
- Nejvíce startů – Tomáš Abrahám, Martin Kotůlek, Petr Musil 31 zápasů
- Nejvyšší výhra – 5:0 nad FC Tescoma Zlín
- Nejvyšší prohra – 0:5 s Ironi Ashdod
- Nejvyšší domácí návštěva – 8 050 na utkání s SK Sigma Olomouc
- Nejnižší domácí návštěva – 1 247 na utkání s FK Jablonec 97